# Canton de Mérignac
Pour les articles homonymes, voir Canton de Mérignac (homonymie).
Le canton de Mérignac est une ancienne division administrative française située dans le département de la Gironde, de 1957 à 1982.

## Historique
Le canton de Mérignac est un canton de la Gironde rattaché à l'arrondissement de Bordeaux. Il a été créé en 1957 à partir du canton de Pessac.
En 1982, il est scindé en deux cantons : Mérignac-1 et Mérignac-2,.

## Géographie
Ce canton était organisé autour de Mérignac dans l'arrondissement de Bordeaux.

## Administration
| Période          | Période      | Identité            | Étiquette    | Qualité |
| ---------------- | ------------ | ------------------- | ------------ | --- |
| 12 novembre 1957 | 1974 (décès) | Robert Brettes      | SFIO puis PS | Horticulteur Sénateur (1946-1959) Député (1968-1973) Maire de Mérignac (1944-1974) Ancien conseiller général du canton de Pessac (1945-1951) |
| 1974             | 1982         | Michel Sainte-Marie | PS           | Professeur de physique-chimie Député (1973-2012) Maire de Mérignac (1974-2014)                                                               |

## Composition
Il était composé de trois communes :
- Martignas-sur-Jalle[3] ;
- Mérignac[1] ;
- Saint-Jean-d'Illac[4].